# 愛知県道79号あま愛西線
愛知県道79号あま愛西線（あいちけんどう79ごう あまあいさいせん）は、愛知県あま市から愛西市に至る主要地方道（愛知県道）である。長らく名鉄津島線によって分断されていたが、高架化工事の完成により全通した。

## 概要

### 路線データ
- 起点：愛知県あま市下萱津（萱津橋西交差点：愛知県道59号名古屋中環状線交点）[1]
- 終点：愛知県愛西市町方町（町方新田西交差点：愛知県道129号一宮津島線交点）[1]

## 歴史
- 1959年（昭和34年）12月15日：愛知県が一般県道として認定[1]。
- 1982年（昭和57年）4月1日：建設省（現・国土交通省）が主要地方道に指定。
- 1983年（昭和58年）2月21日：愛知県が整理番号を79へ変更。
- 2011年（平成23年）4月1日：甚目寺佐織線からあま愛西線に名称変更[2]。

## 地理

### 通過する自治体
- 愛知県
あま市 - 海部郡大治町 - あま市 - 海部郡大治町 - あま市 - 津島市 - 愛西市

### 交差する道路
| 接続する道路                           | 接続する場所 | 接続する場所 | 接続する場所       | 接続する場所                                                              |
| -------------------------------------- | ------------ | ------------ | ------------------ | ------------------------------------------------------------------------- |
| 愛知県道59号名古屋中環状線             | あま市       | 下萱津       | 萱津橋西交差点     | 北緯35度10分54.7秒 東経136度50分34.3秒 / 北緯35.181861度 東経136.842861度 |
| 愛知県道200号名古屋甚目寺線            | あま市       | 下萱津       | 萱津橋西交差点     | 北緯35度10分54.7秒 東経136度50分34.3秒 / 北緯35.181861度 東経136.842861度 |
| 愛知県道124号西条清須線                | 大治町       | 西條         | 苅屋橋交差点       | 北緯35度11分2.7秒 東経136度49分6.5秒 / 北緯35.184083度 東経136.818472度   |
| 国道302号（名古屋環状2号線）           | 大治町       | 西條         | 大治北IC交差点     | 北緯35度11分2.7秒 東経136度48分59秒 / 北緯35.184083度 東経136.81639度     |
| 愛知県道139号須成七宝稲沢線            | あま市       | 七宝町沖之島 | 沖之島交差点       | 北緯35度11分3.3秒 東経136度48分18.9秒 / 北緯35.184250度 東経136.805250度  |
| 愛知県道65号一宮蟹江線（西尾張中央道） | 津島市       | 蛭間町       | 蛭間町新田交差点   | 北緯35度11分9秒 東経136度46分29.8秒 / 北緯35.18583度 東経136.774944度     |
| 愛知県道518号蜂須賀白浜線              | 津島市       | 蛭間町       | 蛭間町西屋敷交差点 | 北緯35度11分10.1秒 東経136度46分2.9秒 / 北緯35.186139度 東経136.767472度  |
| 愛知県道121号津島稲沢線                | 愛西市       | 諏訪町       | 諏訪交差点         | 北緯35度11分22.9秒 東経136度44分27.3秒 / 北緯35.189694度 東経136.740917度 |
| 愛知県道458号一宮弥富線（巡見街道）    | 愛西市       | 見越町       | 見越交差点         | 北緯35度11分21秒 東経136度43分59.4秒 / 北緯35.18917度 東経136.733167度    |
| 国道155号                              | 愛西市       | 町方町       | 町方新田交差点     | 北緯35度11分21.5秒 東経136度43分14.9秒 / 北緯35.189306度 東経136.720806度 |
| 愛知県道8号津島南濃線                  | 愛西市       | 町方町       | 町方新田西交差点   | 北緯35度11分21.8秒 東経136度43分4秒 / 北緯35.189389度 東経136.71778度     |
| 愛知県道129号一宮津島線                | 愛西市       | 町方町       | 町方新田西交差点   | 北緯35度11分21.8秒 東経136度43分4秒 / 北緯35.189389度 東経136.71778度     |

### 沿線
- ピアゴ大治店

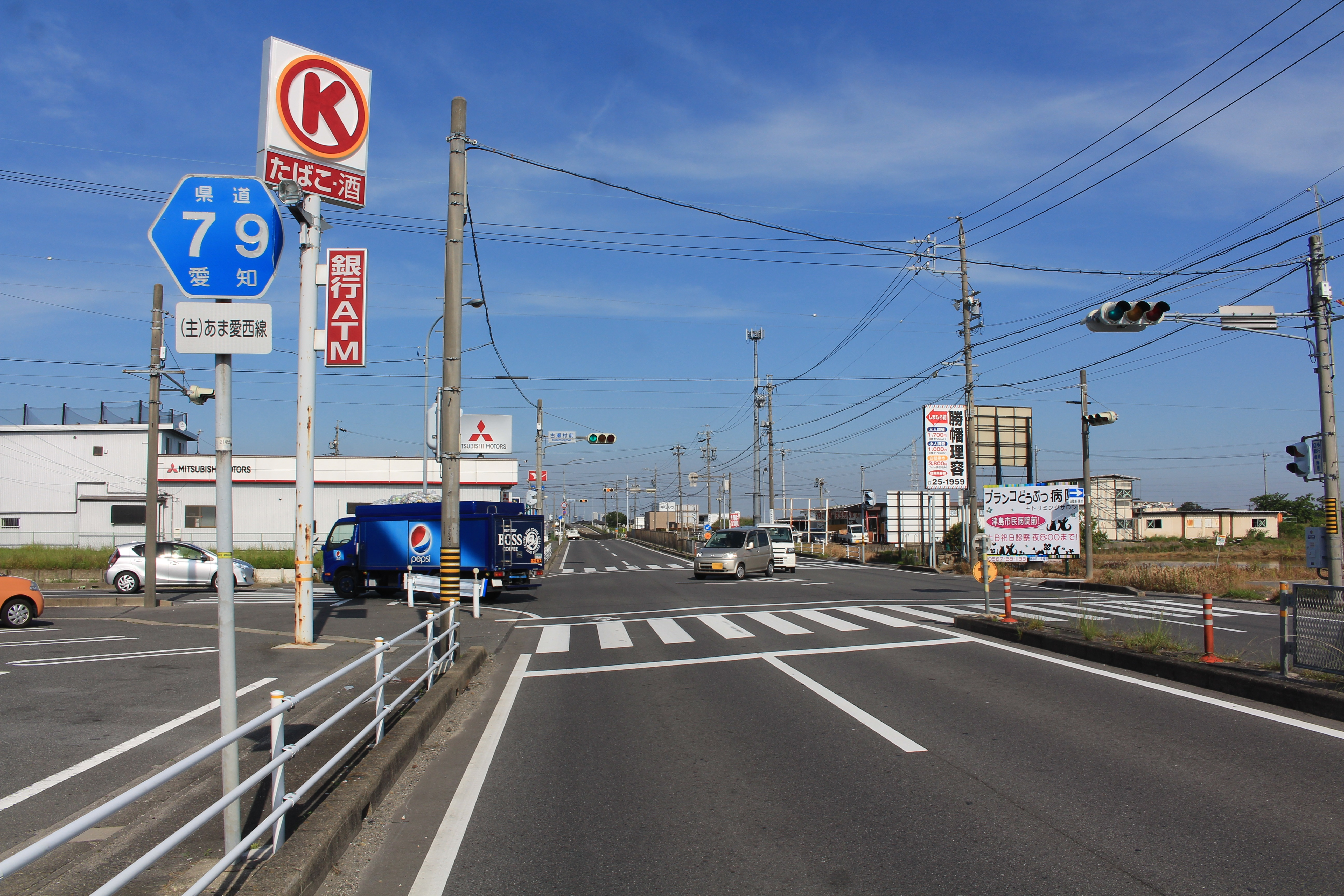
愛知県道79号あま愛西線、愛西市古瀬町村前にて（2016年5月）

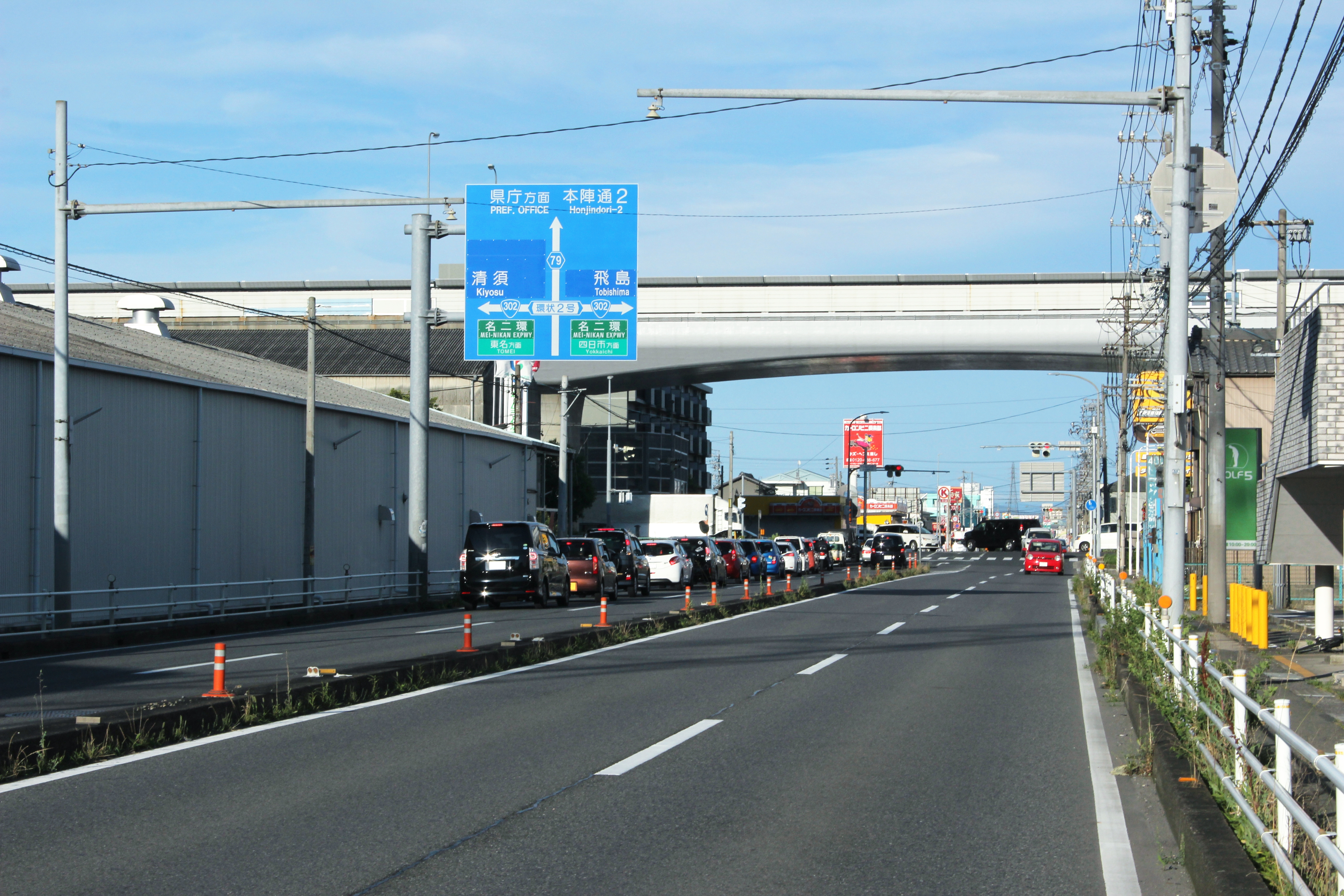
あま市内で交差する名古屋第二環状自動車道と国道302号（名古屋環状2号線）（2015年6月）

- 名古屋第二環状自動車道甚目寺南IC・大治北IC
- 福田川
- 七宝焼アートヴィレッジ
- あま市立七宝北中学校
- 海部東部消防組合
- 愛知県立美和高等学校
- DCM美和店
- 蟹江川
- 愛知県立津島東高等学校
- 日光川
- 愛西市立佐織中学校
- 名鉄津島線 藤浪駅
- 愛知県立津島北高等学校
- 名鉄尾西線 町方駅

## 別名
- 甚目寺街道（愛西市、津島市、あま市、大治町）